# Carlos Tejedor (Buenos Aires)
Carlos Tejedor is een plaats in het Argentijnse bestuurlijke gebied Carlos Tejedor in de provincie Buenos Aires. De plaats telt 5.127 inwoners.

## Geboren in Carlos Tejedor
- Hugo Gatti (1944-2025), voetballer